# Domenico Antonio Peronaci
Domenico Antonio Peronaci (* 23. Januar 1682; † 5. Februar 1775), auch Dominicus Peronati, Domenico Peronati, Domenico Peronace oder Domenico Antonio Peronacci war ein italienischer Geistlicher und römisch-katholischer Bischof von Umbriatico (Kalabrien) und Castellaneta (Apulien).

## Leben
Domenico Antonio Peronaci wurde am 23. Januar 1682 als Sohn des Giuseppe Peronaci und seiner Frau Innocenza Papo in Serra San Bruno (Kalabrien) geboren. Der Vater starb bereits 1691 und seine Mutter ging eine zweite Ehe mit Antonio Romano aus dem Nachbarort Sinbaro ein. Mit bereits 12 Jahren wurde er Tommaso Bardari, dem Prior der Kartause Santo Stefano del Bosco zur Erziehung übergeben. Er begleitete ihn bis zur Priesterweihe. Am 10. August 1706 wurde er zum Diakon, am 29. Februar 1708 zum Priester geweiht. Er studierte dann und schloss das Studium 1717 mit dem Baccalaureat in beiden Rechten (iuris utriusque) ab. Er war danach Vikar in den Diözesen L’Aquila und Urbino. Am 19. Dezember 1732 (17. November 1732) ernannte ihn Papst Clemens XII. zum Bischof von Umbriatico. Kardinal Annibale Albani, Kardinalbischof von Sabina weihte ihn am 28. Dezember 1732 zum Bischof. Mitkonsekratoren waren (Titular-)Erzbischof Antonio Tasca von Hierapolis in Phrygia und (Titular-)Bischof Nicola de Simoni von Marciana.
In Umbriatico ging er voll im Bischofsamt dieser kleinen Diözese auf. Er renovierte den Bischofspalast und sanierte das Innere der Kathedrale umfassend. Eine Berufung an den Heiligen Stuhl und Beförderungen zu reicheren Diözesen lehnte ab. Das Diözesanseminar in Cirò war 1722 von Bischof Francesco Maria Loyero begründet worden. Es war zunächst für zehn Internatsschüler ausgelegt. Allerdings war der Zustrom in den folgenden Jahrzehnten so groß, dass Bischof Peronaci es 1735 vergrößern und auch verschönern ließ. Es erhielt eine jährliche Zuwendung von 220 Dukaten. Die Lehrer, allesamt Geistliche, unterrichteten die Fächer Grammatik, Philosophie und Moraltheologie.  Giovan Francesco Pugliese weiß noch zu berichten, dass Bischof Peronaci 1741 eine neue Glocke anschaffen ließ.
Domenico Antonio Peronaci war auch schriftstellerisch tätig. So schrieb er 1754 das Werk Dissertazione intorno all Ordinazione de Chierici, das in Neapel erschien, und er hinterließ auch umfangreiche unpublizierte Manuskripte. Er unterstützte den Druck mehrerer geschichtlicher Werke, so auch die mehrbändige Storia critico-cronologica diplomatica del patriarca S. Brunone e del suo ordine Cartusiano des Benedetto Tromby.
Bischof Peronaci ließ die beiden vernachlässigten bischöflichen Landgüter „Salvogara“ und „Mandorleto“ nieder reißen und legte Olivenhaine, Zitrushaine und auch Häuser für Siedler an. In Mandorleto am Meer (heute in Cirò Marina aufgegangen) ließ er sich einen zweiten Bischofspalast errichten. Für arme Bauern gründete er einen Monte Frumentario (analog dem Monte di Pietà, Leihhaus), wo sie sich in Notzeiten Getreide (und Geld) leihen konnten.
Domenico Antonio Peronaci starb am 5. Februar 1775 in seinem Domizil in Mandorleto.